# 深海利剑
《深海利剑》（英語：Deepwater Forces），2017年中国军旅片，2016年11月至2017年4月拍攝。由高旻睿、刘璐、王阳、王強领衔主演，2017年7月27日在北京卫视、浙江卫视首播。

## 劇情
以海军372潜艇官兵真實先进事迹为素材创作，面对X国高科技不明潜艇，代號“黑鲨”的屡次侵擾，中国人民解放军海军火速制定“T计划”，展开全国特招，为正在研发的某新型潜艇培育指挥型军官。
一群玩世不恭個人至上的90后大学生经过层层筛选，进入神秘的潜艇世界。他们在超常严苛训练里，从懵懂新兵成长为肩负国防重任的铁血军人，驾新型潜艇深海潜航，一次次展開與黑鲨的較量，用生命鑄就了海上長城的重剑精神，捍卫“听党指挥，生死与共，永不沉没”的不朽誓言。

## 原型
本剧的主要人物原型是中国人民解放军海军潜艇第三十二支队（92474部队）原支队长王红理及起率领的远征72号（舷号：372）基洛级潜艇全体官兵。
南部战区海军某潜艇支队支队长王红理率372艇在执行任务途中，突遇重大险情，经过排险，圆满完成后续任务。2014年8月27日，中央军委主席习近平签署通令，为92474部队部队长王红理记一等功。2014年9月2日，中央军委给王红理、海军给372潜艇记一等功庆功大会在南海舰队某潜艇支队礼堂举行，中央军委委员、海军司令员吴胜利宣读了中央军委和海军的通令，分别给王红理和372潜艇颁发了奖章证书和奖状。

## 演职员表

### 主要职员
- 导演：赵宝刚

### 主要演员
| 演員   | 角色                 | 介紹 |
| 高旻睿 | 卢一涛 海军上尉      | 失事海军潜艇副艇长的外孙 → 潜艇设计迷 → 大连海事大学计算机系研究生、业余黑客 → 海军潜艇学院T计划学员 → 三亚某海军潜艇修理厂十二级助理工程师 → 379艇副航海长→航海长 |
| 刘璐   | 金子晴 海军少校→中校 | 原海军陆战队女兵 → ... → 青岛海军潜艇学院心理教师→T计划心理教官 → 驻三亚某海军基地T计划心理教官                                                                    |
| 王阳   | 尚堂 海军中校→上校   | 青岛海军舰艇学院T计划军事教官 → 379艇副艇长→代理艇长 → 801艇副艇长，金子晴的追求者                                                                                 |
| 王强   | 吕奉光 海军上校      | T计划负责人、379艇艇长 → 烈士，追记一等功 |
| 徐洋   | 姜耀 海军中尉        | 大连海事大学本科生 → 海军潜艇学院T计划学员 → 379艇艇员 |

### 其他演员
| 演員   | 角色            | 介紹                                                    |
| 金禹伯 | 韩冰洋 海军中尉 | 海军某部班长 → 海军潜艇学院T计划学员 → 379艇艇员        |
| 王佳宇 | 黄小夏          | 姜耀的女友，大连海事大学学生 → 三亚海军基地内烧烤店店主 |
| 张家鼎 | 高迪 海军中尉   | 海军潜艇学院T计划学员 → 379艇艇员                       |
| 韩宇辰 | 鹿宁 海军中尉   | 富二代 → 海军潜艇学院T计划学员 → 379艇声纳侦听员        |
| 袁布   | 席楠            |                                                         |

## 播出

### 首播
| 频道     | 所在地   | 播映日期      | 播出时间 | 备注         |
| -------- | -------- | ------------- | -------- | ------------ |
| 北京卫视 | 中国大陆 | 2017年7月27日 | 19:35    | 每集约45分钟 |
| 浙江卫视 | 中国大陆 | 2017年7月27日 | 19:35    | 每集约45分钟 |
| 爱奇艺   | 中国大陆 | 2017年7月29日 | 24:00    | 每集约45分钟 |

### 收视率
| 中国 北京卫视／浙江卫视 首播收视率 （CSM52） |               |          |          |          |          |          |          |                                              |
| 集數                                         | 播出日期      | 北京卫视 | 北京卫视 | 北京卫视 | 浙江卫视 | 浙江卫视 | 浙江卫视 | 備註                                         |
| 集數                                         | 播出日期      | 收視率   | 收視份額 | 排名     | 收視率   | 收視份額 | 排名     | 備註                                         |
| 1-2                                          | 2017年7月27日 | 0.796    | 2.727    | 5        | 0.376    | 1.285    | 14       |                                              |
| 3-4                                          | 2017年7月28日 | 0.704    | 2.482    | 4        | 0.402    | 1.434    | 11       |                                              |
| 5                                            | 2017年7月29日 | 0.518    | 1.956    | 5        | 0.401    | 1.505    | 9        |                                              |
| 6-7                                          | 2017年7月30日 | 0.661    | 2.259    | 5        | 0.487    | 1.659    | 10       |                                              |
| 8-9                                          | 2017年7月31日 | 0.792    | 2.744    | 5        | 0.478    | 1.664    | 11       |                                              |
| 10-11                                        | 2017年8月1日  | 0.764    | 2.608    | 4        | 0.689    | 2.358    | 6        |                                              |
| 12-13                                        | 2017年8月2日  | 0.814    | 2.729    | 1        | 0.685    | 2.296    | 5        |                                              |
| 14-15                                        | 2017年8月3日  | 0.758    | 2.54     | 3        | 0.747    | 2.506    | 4        |                                              |
| 16-17                                        | 2017年8月4日  | 0.701    | 2.406    | 3        | 0.687    | 2.399    | 5        |                                              |
| 18                                           | 2017年8月5日  | 0.641    | 2.367    | 5        | 0.686    | 2.509    | 2        |                                              |
| 19-20                                        | 2017年8月6日  | 0.758    | 2.589    | 2        | 0.74     | 2.512    | 3        |                                              |
| 21-22                                        | 2017年8月7日  | 0.801    | 2.763    | 2        | 0.911    | 3.148    | 1        |                                              |
| 23-24                                        | 2017年8月8日  | 0.828    | 2.848    | 2        | 0.929    | 3.193    | 1        |                                              |
| 25-26                                        | 2017年8月9日  | 0.877    | 2.964    | 3        | 0.9      | 3.045    | 2        | 北京《深海利劍特別節目》收視0.484，份額1.77  |
| 27-28                                        | 2017年8月10日 | 0.92     | 3.125    | 2        | 0.914    | 3.112    | 3        |                                              |
| 29-30                                        | 2017年8月11日 | 0.99     | 3.337    | 1        | 0.96     | 3.296    | 2        |                                              |
| 31                                           | 2017年8月12日 | 0.91     | 3.231    | 2        | 0.809    | 2.876    | 4        |                                              |
| 32-33                                        | 2017年8月13日 | 0.975    | 3.179    | 2        | 0.994    | 3.256    | 1        |                                              |
| 34                                           | 2017年8月14日 | 0.841    | 2.992    | 5        | 1.01     | 3.594    | 1        | 北京《深海利劍收官慶典》收視0.746，份額2.407 |
| 平均收視                                     | 平均收視      | 0.799    | 2.74     | 不適用   | 0.727    | 2.5      | 不適用   |                                              |

1. 同时段或交叉时段主要节目：
  - CCTV-1：《我的1997》／《热血军旗》
  - CCTV-8：《少林问道》／《黑土热血》／《领养》
  - 湖南：《我们的少年时代》／《秋收起义》
  - 東方：《绝密543》／《守卫者-浮出水面》
  - 江蘇：《反恐特战队之猎影》／《我们的爱》
  - 山東：《林海雪原》（與安徽聯播）
2. 数据由广视索福瑞提供，调查范围为四岁以上之观众。
3. 以上收视排名包括央视在内。
4. 资料来源：卫视这些事儿、数据狮